# Фибоначчиева куча
Фибоначчиева куча (англ. Fibonacci heap) — структура данных, представляющая собой набор деревьев, упорядоченных в соответствии со свойством неубывающей пирамиды. Фибоначчиевы кучи были введены Майклом Фредманом и Робертом Тарьяном в 1984 году.
Структура является реализацией абстрактного типа данных «Очередь с приоритетом», и замечательна тем, что операции, в которых не требуется удаление, имеют амортизированное время работы, равное {\displaystyle O(1)} (для двоичной кучи и биномиальной кучи амортизационное время работы равно {\displaystyle O(\log n)}).
Кроме стандартных операций INSERT, MIN, DECREASE-KEY, фибоначчиева куча позволяет за время {\displaystyle O(1)} выполнять операцию UNION слияния двух куч. 

## Структура
- Фибоначчиева куча {\displaystyle H} представляет собой набор деревьев.
- Каждое дерево в {\displaystyle H} подчиняется свойству кучи (англ. min-heap property): ключ каждого узла не меньше ключа его родительского узла.
- Каждый узел {\displaystyle x} в {\displaystyle H} содержит следующие указатели и поля:
  - {\displaystyle key[x]} — поле, в котором хранится ключ;
  - {\displaystyle p[x]} — указатель на родительский узел;
  - {\displaystyle child[x]} — указатель на один из дочерних узлов;
  - {\displaystyle left[x]} — указатель на левый сестринский узел;
  - {\displaystyle right[x]} — указатель на правый сестринский узел;
  - {\displaystyle degree[x]} — поле, в котором хранится количество дочерних узлов;
  - {\displaystyle mark[x]} — логическое значение, которое указывает, были ли потери узлом {\displaystyle x} дочерних узлов, начиная с момента, когда {\displaystyle x} стал дочерним узлом какого-то другого узла.
- Дочерние узлы {\displaystyle x} объединены при помощи указателей {\displaystyle left} и {\displaystyle right} в один циклический двусвязный список дочерних узлов (англ. child list) {\displaystyle x}.
- Корни всех деревьев в {\displaystyle H} связаны при помощи указателей {\displaystyle left} и {\displaystyle right} в циклический двусвязный список корней (англ. root list).
- Для всей Фибоначчиевой кучи также хранится указатель на узел с минимальным ключом {\displaystyle min[H]}, являющийся корнем одного из деревьев. Этот узел называется минимальным узлом (англ. minimum node) {\displaystyle H}.
- Текущее количество узлов в {\displaystyle H} хранится в {\displaystyle n[H]}.

## Операции

### Создание новой фибоначчиевой кучи
Процедура Make_Fib_Heap возвращает объект фибоначчиевой кучи {\displaystyle H}, {\displaystyle n[H]=0} и {\displaystyle min[H]} = NULL. Деревьев в {\displaystyle H} нет.
Амортизированная стоимость процедуры равна её фактической стоимости {\displaystyle O(1)}.

### Вставка узла
```
Fib_Heap_Insert

  

    

      

        
(

        
H

        
,

        
x

        
)

      

    

    
{\displaystyle (H,x)}

  

 1 

  

    

      

        
d

        
e

        
g

        
r

        
e

        
e

        
[

        
x

        
]

      

    

    
{\displaystyle degree[x]}

  

 ← 0
 2 

  

    

      

        
p

        
[

        
x

        
]

      

    

    
{\displaystyle p[x]}

  

 ← NULL
 3 

  

    

      

        
c

        
h

        
i

        
l

        
d

        
[

        
x

        
]

      

    

    
{\displaystyle child[x]}

  

 ← NULL
 4 

  

    

      

        
l

        
e

        
f

        
t

        
[

        
x

        
]

      

    

    
{\displaystyle left[x]}

  

 ← 

  

    

      

        
x

      

    

    
{\displaystyle x}

  

 5 

  

    

      

        
r

        
i

        
g

        
h

        
t

        
[

        
x

        
]

      

    

    
{\displaystyle right[x]}

  

 ← 

  

    

      

        
x

      

    

    
{\displaystyle x}

  

 6 

  

    

      

        
m

        
a

        
r

        
k

        
[

        
x

        
]

      

    

    
{\displaystyle mark[x]}

  

 ← FALSE
 7 Присоединение списка корней, содержащего 

  

    

      

        
x

      

    

    
{\displaystyle x}

  

, к списку корней 

  

    

      

        
H

      

    

    
{\displaystyle H}

  

 8 
if
 

  

    

      

        
m

        
i

        
n

        
[

        
H

        
]

      

    

    
{\displaystyle min[H]}

  

 = NULL или 

  

    

      

        
k

        
e

        
y

        
[

        
x

        
]

        
<

        
k

        
e

        
y

        
[

        
m

        
i

        
n

        
[

        
H

        
]

        
]

      

    

    
{\displaystyle key[x]<key[min[H]]}

  

 9    
then
 

  

    

      

        
m

        
i

        
n

        
[

        
H

        
]

      

    

    
{\displaystyle min[H]}

  

 ← 

  

    

      

        
x

      

    

    
{\displaystyle x}

  

10 

  

    

      

        
n

        
[

        
H

        
]

      

    

    
{\displaystyle n[H]}

  

 ← 

  

    

      

        
n

        
[

        
H

        
]

      

    

    
{\displaystyle n[H]}

  

 + 1
```

Амортизированная стоимость процедуры равна её фактической стоимости {\displaystyle O(1)}.

### Поиск минимального узла
Процедура Fib_Heap_Minimum возвращает указатель {\displaystyle min[H]}.
Амортизированная стоимость процедуры равна её фактической стоимости {\displaystyle O(1)}.

### Объединение двух фибоначчиевых куч
```
Fib_Heap_Union

  

    

      

        
(

        

          
H

          

            
1

          

        

        
,

        

          
H

          

            
2

          

        

        
)

      

    

    
{\displaystyle (H_{1},H_{2})}

  

1 

  

    

      

        
H

      

    

    
{\displaystyle H}

  

 ← Make_Fib_Heap()
2 

  

    

      

        
m

        
i

        
n

        
[

        
H

        
]

      

    

    
{\displaystyle min[H]}

  

 ← 

  

    

      

        
m

        
i

        
n

        
[

        

          
H

          

            
1

          

        

        
]

      

    

    
{\displaystyle min[H_{1}]}

  

3 Добавление списка корней 

  

    

      

        

          
H

          

            
2

          

        

      

    

    
{\displaystyle H_{2}}

  

 к списку корней 

  

    

      

        
H

      

    

    
{\displaystyle H}

  

4 
if
 (

  

    

      

        
m

        
i

        
n

        
[

        

          
H

          

            
1

          

        

        
]

      

    

    
{\displaystyle min[H_{1}]}

  

 = NULL) или (

  

    

      

        
m

        
i

        
n

        
[

        

          
H

          

            
2

          

        

        
]

      

    

    
{\displaystyle min[H_{2}]}

  

 ≠ NULL и 

  

    

      

        
k

        
e

        
y

        
[

        
m

        
i

        
n

        
[

        

          
H

          

            
2

          

        

        
]

        
]

      

    

    
{\displaystyle key[min[H_{2}]]}

  

 < 

  

    

      

        
k

        
e

        
y

        
[

        
m

        
i

        
n

        
[

        

          
H

          

            
1

          

        

        
]

        
]

      

    

    
{\displaystyle key[min[H_{1}]]}

  

)
5    
then
 

  

    

      

        
m

        
i

        
n

        
[

        
H

        
]

      

    

    
{\displaystyle min[H]}

  

 ← 

  

    

      

        
m

        
i

        
n

        
[

        

          
H

          

            
2

          

        

        
]

      

    

    
{\displaystyle min[H_{2}]}

  

6 

  

    

      

        
n

        
[

        
H

        
]

      

    

    
{\displaystyle n[H]}

  

 ← 

  

    

      

        
n

        
[

        

          
H

          

            
1

          

        

        
]

        
+

        
n

        
[

        

          
H

          

            
2

          

        

        
]

      

    

    
{\displaystyle n[H_{1}]+n[H_{2}]}

  

7 Освобождение объектов 

  

    

      

        

          
H

          

            
1

          

        

      

    

    
{\displaystyle H_{1}}

  

 и 

  

    

      

        

          
H

          

            
2

          

        

      

    

    
{\displaystyle H_{2}}

  

8 
return
 

  

    

      

        
H

      

    

    
{\displaystyle H}

  

```

Амортизированная стоимость процедуры равна её фактической стоимости {\displaystyle O(1)}.

### Извлечение минимального узла
```
Fib_Heap_Extract_Min

  

    

      

        
(

        
H

        
)

      

    

    
{\displaystyle (H)}

  

 1 

  

    

      

        
z

      

    

    
{\displaystyle z}

  

 ← 

  

    

      

        
m

        
i

        
n

        
[

        
H

        
]

      

    

    
{\displaystyle min[H]}

  

 2 
if
 

  

    

      

        
z

      

    

    
{\displaystyle z}

  

 ≠ NULL
 3    
then for
 для каждого дочернего по отношению к 

  

    

      

        
z

      

    

    
{\displaystyle z}

  

 узла 

  

    

      

        
x

      

    

    
{\displaystyle x}

  

 4             
do
 Добавить 

  

    

      

        
x

      

    

    
{\displaystyle x}

  

 в список корней 

  

    

      

        
H

      

    

    
{\displaystyle H}

  

 5                

  

    

      

        
p

        
[

        
x

        
]

      

    

    
{\displaystyle p[x]}

  

 ← NULL
 6         Удалить 

  

    

      

        
z

      

    

    
{\displaystyle z}

  

 из списка корней 

  

    

      

        
H

      

    

    
{\displaystyle H}

  

 7         
if
 

  

    

      

        
z

      

    

    
{\displaystyle z}

  

 = 

  

    

      

        
r

        
i

        
g

        
h

        
t

        
[

        
z

        
]

      

    

    
{\displaystyle right[z]}

  

 8            
then
 

  

    

      

        
m

        
i

        
n

        
[

        
H

        
]

      

    

    
{\displaystyle min[H]}

  

 ← NULL
 9            
else
 

  

    

      

        
m

        
i

        
n

        
[

        
H

        
]

      

    

    
{\displaystyle min[H]}

  

 ← 

  

    

      

        
r

        
i

        
g

        
h

        
t

        
[

        
z

        
]

      

    

    
{\displaystyle right[z]}

  

10                 Consolidate

  

    

      

        
(

        
H

        
)

      

    

    
{\displaystyle (H)}

  

11         

  

    

      

        
n

        
[

        
H

        
]

      

    

    
{\displaystyle n[H]}

  

 ← 

  

    

      

        
n

        
[

        
H

        
]

        
−

        
1

      

    

    
{\displaystyle n[H]-1}

  

12 
return
 

  

    

      

        
z

      

    

    
{\displaystyle z}

  

```

На одном из этапов операции извлечения минимального узла выполняется уплотнение
(англ. consolidating) списка корней {\displaystyle H}. Для этого используется вспомогательная процедура Consolidate. Эта процедура использует вспомогательный массив {\displaystyle A[0..D[n[H]]]}. Если {\displaystyle A[i]=y}, то {\displaystyle y} в настоящий момент является корнем со степенью {\displaystyle degree[y]=i}.
```
Consolidate

  

    

      

        
(

        
H

        
)

      

    

    
{\displaystyle (H)}

  

 1 
for
 

  

    

      

        
i

      

    

    
{\displaystyle i}

  

 ← 0 
to
 

  

    

      

        
D

        
(

        
n

        
[

        
H

        
]

        
)

      

    

    
{\displaystyle D(n[H])}

  

 2     
do
 

  

    

      

        
A

        
[

        
i

        
]

      

    

    
{\displaystyle A[i]}

  

 ← NULL
 3 
for
 для каждого узла 

  

    

      

        
w

      

    

    
{\displaystyle w}

  

 в списке корней 

  

    

      

        
H

      

    

    
{\displaystyle H}

  

 4     
do
 

  

    

      

        
x

      

    

    
{\displaystyle x}

  

 ← 

  

    

      

        
w

      

    

    
{\displaystyle w}

  

 5        

  

    

      

        
d

      

    

    
{\displaystyle d}

  

 ← 

  

    

      

        
d

        
e

        
g

        
r

        
e

        
e

        
[

        
x

        
]

      

    

    
{\displaystyle degree[x]}

  

 6        
while
 

  

    

      

        
A

        
[

        
d

        
]

      

    

    
{\displaystyle A[d]}

  

 ≠ NULL
 7              
do
 

  

    

      

        
y

      

    

    
{\displaystyle y}

  

 ← 

  

    

      

        
A

        
[

        
d

        
]

      

    

    
{\displaystyle A[d]}

  

 //Узел с той же степенью, что и у 

  

    

      

        
x

      

    

    
{\displaystyle x}

  

 8              
if
 

  

    

      

        
k

        
e

        
y

        
[

        
x

        
]

        
>

        
k

        
e

        
y

        
[

        
y

        
]

      

    

    
{\displaystyle key[x]>key[y]}

  

 9                 
then
 обменять 

  

    

      

        
x

      

    

    
{\displaystyle x}

  

 ↔ 

  

    

      

        
y

      

    

    
{\displaystyle y}

  

10              Fib_Heap_Link

  

    

      

        
(

        
H

        
,

        
y

        
,

        
x

        
)

      

    

    
{\displaystyle (H,y,x)}

  

11              

  

    

      

        
A

        
[

        
d

        
]

      

    

    
{\displaystyle A[d]}

  

 ← NULL
12              

  

    

      

        
d

      

    

    
{\displaystyle d}

  

 ← 

  

    

      

        
d

        
+

        
1

      

    

    
{\displaystyle d+1}

  

13        

  

    

      

        
A

        
[

        
d

        
]

      

    

    
{\displaystyle A[d]}

  

 ← 

  

    

      

        
x

      

    

    
{\displaystyle x}

  

14 

  

    

      

        
m

        
i

        
n

        
[

        
H

        
]

      

    

    
{\displaystyle min[H]}

  

 ← NULL
15 
for
 

  

    

      

        
i

      

    

    
{\displaystyle i}

  

 ← 0 
to
 

  

    

      

        
D

        
(

        
n

        
[

        
H

        
]

        
)

      

    

    
{\displaystyle D(n[H])}

  

16     
do if
 

  

    

      

        
A

        
[

        
i

        
]

      

    

    
{\displaystyle A[i]}

  

 ≠ NULL
17           
then
 Добавить 

  

    

      

        
A

        
[

        
i

        
]

      

    

    
{\displaystyle A[i]}

  

 в список корней 

  

    

      

        
H

      

    

    
{\displaystyle H}

  

18                
if
 

  

    

      

        
m

        
i

        
n

        
[

        
H

        
]

      

    

    
{\displaystyle min[H]}

  

 = NULL или 

  

    

      

        
k

        
e

        
y

        
[

        
A

        
[

        
i

        
]

        
]

        
<

        
k

        
e

        
y

        
[

        
m

        
i

        
n

        
[

        
H

        
]

        
]

      

    

    
{\displaystyle key[A[i]]<key[min[H]]}

  

19                   
then
 

  

    

      

        
m

        
i

        
n

        
[

        
H

        
]

      

    

    
{\displaystyle min[H]}

  

 ← 

  

    

      

        
A

        
[

        
i

        
]

      

    

    
{\displaystyle A[i]}

  

```

```
Fib_Heap_Link

  

    

      

        
(

        
H

        
,

        
y

        
,

        
x

        
)

      

    

    
{\displaystyle (H,y,x)}

  

1 Удалить 

  

    

      

        
y

      

    

    
{\displaystyle y}

  

 из списка корней 

  

    

      

        
H

      

    

    
{\displaystyle H}

  

2 Сделать 

  

    

      

        
y

      

    

    
{\displaystyle y}

  

 дочерним узлом 

  

    

      

        
x

      

    

    
{\displaystyle x}

  

, увеличить 

  

    

      

        
d

        
e

        
g

        
r

        
e

        
e

        
[

        
x

        
]

      

    

    
{\displaystyle degree[x]}

  

3 

  

    

      

        
m

        
a

        
r

        
k

        
[

        
y

        
]

      

    

    
{\displaystyle mark[y]}

  

 ← FALSE
```

Амортизированная стоимость извлечения минимального узла равна {\displaystyle O(\log n)}.

### Уменьшение ключа
```
Fib_Heap_Decrease_Key

  

    

      

        
(

        
H

        
,

        
x

        
,

        
k

        
)

      

    

    
{\displaystyle (H,x,k)}

  

1 
if
 

  

    

      

        
k

        
>

        
k

        
e

        
y

        
[

        
x

        
]

      

    

    
{\displaystyle k>key[x]}

  

2    
then error
 «Новый ключ больше текущего»
3 

  

    

      

        
k

        
e

        
y

        
[

        
x

        
]

      

    

    
{\displaystyle key[x]}

  

 ← 

  

    

      

        
k

      

    

    
{\displaystyle k}

  

4 

  

    

      

        
y

      

    

    
{\displaystyle y}

  

 ← 

  

    

      

        
p

        
[

        
x

        
]

      

    

    
{\displaystyle p[x]}

  

5 
if
 

  

    

      

        
y

      

    

    
{\displaystyle y}

  

 ≠ NULL и 

  

    

      

        
k

        
e

        
y

        
[

        
x

        
]

        
<

        
k

        
e

        
y

        
[

        
y

        
]

      

    

    
{\displaystyle key[x]<key[y]}

  

6    
then
 Cut

  

    

      

        
(

        
H

        
,

        
x

        
,

        
y

        
)

      

    

    
{\displaystyle (H,x,y)}

  

7         Cascading_Cut

  

    

      

        
(

        
H

        
,

        
y

        
)

      

    

    
{\displaystyle (H,y)}

  

8 
if
 

  

    

      

        
k

        
e

        
y

        
[

        
x

        
]

        
<

        
k

        
e

        
y

        
[

        
m

        
i

        
n

        
[

        
H

        
]

        
]

      

    

    
{\displaystyle key[x]<key[min[H]]}

  

9    
then
 

  

    

      

        
m

        
i

        
n

        
[

        
H

        
]

      

    

    
{\displaystyle min[H]}

  

 ← 

  

    

      

        
x

      

    

    
{\displaystyle x}

  

```

```
Cut

  

    

      

        
(

        
H

        
,

        
x

        
,

        
y

        
)

      

    

    
{\displaystyle (H,x,y)}

  

1 Удаление 

  

    

      

        
x

      

    

    
{\displaystyle x}

  

 из списка дочерних узлов 

  

    

      

        
y

      

    

    
{\displaystyle y}

  

, уменьшение 

  

    

      

        
d

        
e

        
g

        
r

        
e

        
e

        
[

        
y

        
]

      

    

    
{\displaystyle degree[y]}

  

2 Добавление 

  

    

      

        
x

      

    

    
{\displaystyle x}

  

 в список корней 

  

    

      

        
H

      

    

    
{\displaystyle H}

  

3 

  

    

      

        
p

        
[

        
x

        
]

      

    

    
{\displaystyle p[x]}

  

 ← NULL
4 

  

    

      

        
m

        
a

        
r

        
k

        
[

        
x

        
]

      

    

    
{\displaystyle mark[x]}

  

 ← FALSE
```

```
Cascading_Cut

  

    

      

        
(

        
H

        
,

        
y

        
)

      

    

    
{\displaystyle (H,y)}

  

 
1 

  

    

      

        
z

      

    

    
{\displaystyle z}

  

 ← 

  

    

      

        
p

        
[

        
y

        
]

      

    

    
{\displaystyle p[y]}

  

2 
if
 

  

    

      

        
z

      

    

    
{\displaystyle z}

  

 ≠ NULL
3    
then if
 

  

    

      

        
m

        
a

        
r

        
k

        
[

        
y

        
]

      

    

    
{\displaystyle mark[y]}

  

 = FALSE
4            
then
 

  

    

      

        
m

        
a

        
r

        
k

        
[

        
y

        
]

      

    

    
{\displaystyle mark[y]}

  

 ← TRUE
5            
else
 Cut

  

    

      

        
(

        
H

        
,

        
y

        
,

        
z

        
)

      

    

    
{\displaystyle (H,y,z)}

  

6                 Cascading_Cut

  

    

      

        
(

        
H

        
,

        
z

        
)

      

    

    
{\displaystyle (H,z)}

  

```

Амортизированная стоимость уменьшения ключа не превышает {\displaystyle O(1)}.

### Удаление узла
```
Fib_Heap_Delete

  

    

      

        
(

        
H

        
,

        
x

        
)

      

    

    
{\displaystyle (H,x)}

  

1 Fib_Heap_Decrease_Key

  

    

      

        
(

        
H

        
,

        
x

        
,

        
−

      

    

    
{\displaystyle (H,x,-}

  

∞

  

    

      

        
)

      

    

    
{\displaystyle )}

  

2 Fib_Heap_Extract_Min

  

    

      

        
(

        
H

        
)

      

    

    
{\displaystyle (H)}

  

```

Амортизированное время работы процедуры равно {\displaystyle O(\log n)}.